# Восковая моль
Воскова́я моль — собирательное название двух видов бабочек, являющихся вредителями медоносных пчёл. Встречаются всюду, где развито пчеловодство.

## Образ жизни
Взрослые бабочки небольшие, ротовые органы неразвиты (не питаются). Ведут ночной образ жизни. Откладывают беловатые яйца на пчелиные соты. В начале своего развития в восковых сотах гусеницы питаются мёдом и пергой. Далее переходят к питанию восковыми рамками, смешанными с остатками коконов (чистый воск для питания не пригоден — в нём не хватает питательных веществ), прогрызают в них ходы, повреждая крылья и ножки пчелиных куколок. Ходы покрывает шёлком. Гусеницы повреждают не только восковые соты, но и расплод, запасы мёда, пергу, рамки и утеплительный материал ульев. При сильном заражении гусеницы поедают друг друга и помёт предыдущих поколений. Для окукливания находят трещину или щель, иногда выгрызают ямку. Пчелиные семьи слабеют, и могут покинуть улей или погибнуть.

## Восковая моль как модельное животное
Большую восковую моль можно использовать как модельный организм: она хорошо выживает при температуре человеческого тела и достаточно крупна, чтобы её можно было легко обрабатывать и точно дозировать[уточнить]. Кроме того, значительная экономия затрат при использовании её личинок вместо мелких млекопитающих (обычно мышей, хомяков или морских свинок) позволяет получать  достоверные результаты при малых затратах, как и при использовании дрозофилы или нематоды Caenorhabditis elegans. Используя личинок большой восковой моли можно проводить скрининг большого количества бактериальных и грибковых штаммов, чтобы идентифицировать гены, участвующие в патогенезе, или исследовать большие химические библиотеки для выявления перспективных терапевтических соединений.